# Essedarius
Essedarius (łac. l.mn. essedarii) – gladiator walczący z kierowanego przez woźnicę rydwanu zaprzężonego w dwa konie (essedum). Jego bronią był łuk lub oszczep, a w starciu bezpośrednim używał też miecza.
Wojowników tych i ich sposób walki uważano za typowy dla Brytów i plemion galijskich; Tacyt w opisie bitwy określa ich też mianem covinnarii (Żywot Agrykoli 35). O ich wozach bojowych wspomina także Swetoniusz w opisach występów cyrkowych (por. Żywoty cezarów, Gajus Kaligula 35; Boski Klaudiusz 21).